# Joe Boyle
Joe Boyle (O'Fallon, Misuri, 14 de agosto de 1999) es un jugador profesional estadounidense de béisbol que se desempeña en la posición de lanzador en Oakland Athletics, equipo de las Grandes Ligas de Béisbol (MLB).

## Carrera
Fue seleccionado en la quinta ronda en el Draft de la MLB de 2020. En 2023 hizo su debut profesional con el equipo Oakland Athletics, donde lleva jugando una temporada.